# Anthribola femorata
Anthribola femorata là một loài bọ cánh cứng trong họ Cerambycidae.